# 苏家作乡
苏家作乡，是中华人民共和国河南省焦作市博爱县下辖的一个乡镇级行政单位。

## 行政区划
苏家作乡下辖以下地区：
司家寨村、寨卜昌村、刘路村、候卜昌村、车家作村、怀村、西官庄村、东官庄村、吉庄村、封庄村、南石涧村、北石涧村、东齐村和苏家作村。